# جوزيف فارغا
جوزيف فارغا (بالمجرية: Varga József)‏ (بالمجرية: József Varga)، من مواليد 9 أكتوبر 1954 ، لاعب كرة قدم هنغاري سابق.
لعب مع منتخب هنغاريا لكرة القدم.

## روابط خارجية
- جوزيف فارغا على موقع الاتحاد الدولي (مؤرشف)  (الإنجليزية)
- جوزيف فارغا على موقع قاعدة بيانات كرة القدم.إي يو (الإنجليزية)
- جوزيف فارغا على موقع ناشيونال فوتبول تيمز (الإنجليزية)
- جوزيف فارغا على موقع كووورة